# Batasio travancoria
Batasio travancoria är en fiskart som beskrevs av Hora och Law, 1941. Batasio travancoria ingår i släktet Batasio och familjen Bagridae. IUCN kategoriserar arten globalt som sårbar. Inga underarter finns listade.